# Каш'япія
Каш'япія (санскр. काश्यपीय, Kāśyapīya IAST, в будд. традиції — «школа послідовників Каш'япи»), або Суваршака — школа раннього буддизму гілки Стхавіравада.

## Історія
Школу Каш'япія створили близько 240 року до н. е. брахмани Каш'япа та Суварша (звідси її друга назва), місіонери царя Ашоки. Каш'япія набула поширення на північному заході Індії, де каш'япії в районі Сіркапа і Таксили почали в I столітті засновувати монастирі. У II столітті вони заснували монастирі біля Пурушапури, а в IV столітті з'явилися в Белуджистані. На I—IV століття припадає розквіт школи. У VII столітті мандрівники Сюаньдзан та Їцзін зустрічали послідовників школи Каш'япія в Уддіяні та Хотані, після чого школа припинила існування.
До цієї школи відносять варіант Дгаммапади на гандхарі, написаний шрифтом харошті.
Сакральним кольором школи Каш'япія вважали червоно-чорний, а символом — квітку магнолії. Канон текстів близький до канону школи Дгармагуптака, чиї послідовники засновували свої монастирі приблизно в тих самих місцях.

## Доктрина
Школа Каш'япія визнавала лише кармічні дії сьогодення, які й створюють основу для майбутньої карми. Каш'япія відома дискусіями зі школою Сарвастівада, яка стверджувала, що не тільки минуле, але й майбутнє має дійсне існування, до того ж не менше, ніж сьогодення. Каш'япія спробувала знайти «вихід із кризи», стверджуючи, що минула дія існує, тільки поки її плоди перебувають у процесі «визрівання» (vipāka) — як тільки вони «визріють», дія припиняє існування. Вона пояснювала це простим прикладом: «Зерно існує доти, доки з'явиться паросток, після чого зерно припиняє існування».